# Cenogenus minuta
Cenogenus minuta är en ringmaskart som först beskrevs av Johan Hjalmar Théel 1879.  Cenogenus minuta ingår i släktet Cenogenus och familjen Lumbrineridae. Inga underarter finns listade i Catalogue of Life.